# Psicología de la salud
La Psicología de la salud es el estudio de los procesos psicológicos y de comportamiento en materia de la salud y la enfermedad. Se interesa por la comprensión de cómo los factores psicológicos, conductuales y culturales contribuyen a la salud física y la enfermedad. Los factores psicológicos pueden afectar a la salud directamente. Por ejemplo, los factores ambientales crónicamente estresantes que afectan a los eje hipotálamo-hipofisario-suprarrenal, de forma acumulativa y esto puede dañar la salud.
 Los factores de comportamiento también pueden afectar a la salud de una persona. Por ejemplo, ciertos comportamientos pueden, con el tiempo, hacer daño (el tabaquismo o el consumo excesivo de alcohol) o mejorar la salud (ejercicio, dieta baja en grasas saturadas). 
 Los psicólogos de la salud adoptan un enfoque biopsicosocial. En otras palabras, psicólogos de la salud entienden a la salud como el producto no solo de los procesos biológicos (por ejemplo, un virus, tumores, etc.), también de los psicológicos (por ejemplo, pensamientos y creencias), de comportamiento (por ejemplo, hábitos), y los procesos sociales (por ejemplo, el estatus socioeconómico y el origen étnico).
Mediante la comprensión de los factores psicológicos que influyen en la salud, y la aplicación del conocimiento de forma constructiva, psicólogos de la salud pueden mejorar la salud mediante el trabajo directo con los pacientes individuales o indirectamente en los programas de salud pública en gran escala. Además, los psicólogos de la salud pueden ayudar a entrenar a otros profesionales de la salud (por ejemplo, los médicos y enfermeras) para aprovechar los conocimientos que la disciplina ha generado al tratar a los pacientes. Psicólogos de la salud trabajan en una variedad de entornos: junto a otros profesionales médicos en hospitales y clínicas, en departamentos de salud pública que trabajan en programas de cambio de comportamiento y la promoción de la salud a gran escala y con Universidades y Escuelas Médicas, en donde pueden enseñar y guiar en la investigación.
Aunque sus inicios se remontan al campo de la psicología clínica, hay cuatro divisiones diferentes dentro de la psicología de la salud y un campo relacionado es la psicología de la salud ocupacional (OHP), que se ha desarrollado con el tiempo. Las cuatro divisiones incluyen la psicología clínica de la salud, psicología de la salud pública, psicología de la salud de la comunidad, y la psicología crítica de la salud. Las organizaciones profesionales para el campo de la psicología de la salud incluyen la División 38 de American Psychological Association (APA), la División de Psicología de la salud de la Sociedad británica de Psicología (BPS) y la Sociedad Europea de Psicología de la salud. La acreditación avanzada en los EE. UU. como psicólogo clínico de la salud es proporcionada por American Board of Professional Psychology.

## Resumen
Los recientes avances en la investigación psicológica, médica y fisiológica han dado lugar a una nueva forma de pensar acerca de la salud y la enfermedad. Esta conceptualización, que se ha marcado el modelo biopsicosocial, viendo a la salud y la enfermedad como el producto de una combinación de factores, incluyendo las características biológicas (por ejemplo, la predisposición genética), los factores de comportamiento (por ejemplo, el estilo de vida, el estrés, las creencias de salud), y las condiciones sociales (por ejemplo, las influencias culturales, las relaciones familiares, asistencia social).
Los psicólogos que se esfuerzan por entender cómo los factores biológicos, conductuales, y sociales influyen en la salud y la enfermedad estos son llamados psicólogos de la salud. Los psicólogos de la salud usan su conocimiento de la psicología y la salud para promover el bienestar general y comprender la enfermedad física. Están especialmente entrenados para ayudar a las personas a lidiar con los aspectos psicológicos y emocionales de la salud y la enfermedad. Los psicólogos de la salud trabajan con diversos profesionales de la salud (por ejemplo, médicos, dentistas, enfermeras, asistentes médicos, dietistas, trabajadores sociales, farmacéuticos, terapeutas físicos y ocupacionales, y capellanes) para llevar a cabo la investigación y proporcionar evaluaciones clínicas y servicios de tratamiento. Muchos psicólogos de la salud se centran en la investigación y las intervenciones diseñadas para promover estilos de vida más saludables y tratar de encontrar maneras de animar a la gente a mejorar su salud. Por ejemplo, pueden ayudar a las personas a perder peso o dejar de fumar. Los psicólogos de la salud también utilizan sus habilidades para tratar de mejorar el sistema de salud. Por ejemplo, pueden asesorar a los médicos acerca de las mejores maneras para comunicarse con sus pacientes. Los psicólogos de la salud trabajan en muchos entornos diferentes, incluyendo el Servicio Nacional del Reino Unido de la Salud (NHS) en práctica, universidades, comunidades, escuelas y organizaciones privadas. Mientras que muchos psicólogos de la salud proporcionan servicios clínicos como parte de sus funciones, otros funcionan en los roles no clínicos, que afecta principalmente a la enseñanza y la investigación o pueden trabajar con la gente en una base de uno a uno, en grupos, como una familia, o en un nivel de población más amplia. Revistas de primera línea incluyen Psicología de la Salud, la Revista de Psicología de la Salud, la Revista Británica de Psicología de la Salud, y Psicología Aplicada: Salud y Bienestar.
Psicología de la salud clínica (ClHP)
CLHP es la aplicación del conocimiento científico, derivado del campo de la psicología de la salud, a preguntas clínicas que puedan surgir en todo el espectro de la atención sanitaria. CLHP es una de las muchas áreas de práctica de la especialidad para los psicólogos clínicos. También en su importante contribución en el campo de la prevención en la salud mental y campos orientados al tratamiento de la medicina conductual. La práctica clínica incluye la educación, las técnicas de cambio de comportamiento, y la psicoterapia. En algunos países, un psicólogo clínico de la salud, con una formación adicional, puede convertirse en un psicólogo médico y, de ese modo, obtener privilegios de prescripción.
Psicología de la salud pública (PHP)
PHP está orientado población. Un objetivo principal de PHP es investigar posibles relaciones causales entre factores psicosociales y de salud a nivel de población. psicólogos de la salud pública presentan resultados de investigación en los educadores, responsables políticos y profesionales de la salud con el fin de promover una mejor salud pública. PHP está aliado a otras disciplinas de la salud pública, incluyendo la epidemiología, la nutrición, la genética y la bioestadística. Algunas intervenciones de PHP están dirigidas a grupos de riesgo en la población (por ejemplo, las mujeres sin educación, solteras, embarazadas que fuman, etc.) y no a la población en su conjunto (por ejemplo, todas las mujeres embarazadas).
Psicología de la salud comunitaria  (CoHP)
COHP investiga los factores comunitarios que contribuyen a la salud y el bienestar de las personas que viven en las comunidades. COHP también desarrolla intervenciones a nivel comunitario que están diseñados para combatir las enfermedades y promover la salud física y mental.
Psicología de la salud crítica (CrHP)
CRHP se refiere a la distribución del poder y el impacto de las diferencias de poder en la experiencia de la salud y del comportamiento, los sistemas de atención de salud, y la política sanitaria. CRHP da prioridad a la justicia social y el derecho universal a la salud para las personas de todas las razas, géneros, edades y posiciones socioeconómicas. Una preocupación importante es las desigualdades en salud. El psicólogo de la salud crítico es un agente de cambio, y no simplemente un analista o catalogador. Una organización líder en esta área es la Sociedad Internacional de Psicología de la Salud crítico. La psicología de la salud, al igual que otras áreas de la psicología aplicada, es una parte teórica y otra de campo aplicado.Los psicólogos de la salud emplean diversos métodos de investigación. Estos métodos incluyen experimentos controlados aleatorizados y experimentos, estudios longitudinales, diseños de series de tiempo, los estudios transversales, estudios de casos y controles, la investigación cualitativa, así como la investigación-acción. Los psicólogos de la salud estudian una amplia gama de variables, entre ellas las enfermedades cardiovasculares, (psicología cardíaca), el hábito de fumar, la relación de las creencias religiosas a la salud, el consumo de alcohol, el apoyo social, las condiciones de vida, el estado emocional, la clase social, y mucho más. Algunos psicólogos de la salud tratan a las personas con problemas de sueño, dolores de cabeza, problemas de alcohol, etc. Otros psicólogos de la salud para capacitar a miembros de la comunidad para que ayuden a miembros de la comunidad a obtener el control sobre su salud y mejorar la calidad de vida en comunidades enteras.

## Orígenes y desarrollo
Los factores psicológicos en la salud habían sido estudiados desde principios del siglo 20 por disciplinas como la medicina psicosomática y más tarde la medicina conductual, pero éstas eran principalmente ramas de la medicina, no de la psicología. La psicología de la salud comenzó a surgir como una disciplina distinta de la psicología en los Estados Unidos en la década de 1970. En la mitad del siglo 20 hubo una comprensión cada vez mayor en la medicina y del efecto de la conducta en la salud. Por ejemplo, el Estudio del Condado de Alameda, que comenzó en la década de 1960, mostró que las personas que comieron comidas regulares (por ejemplo, el desayuno), mantienen un peso saludable, recibieron un sueño adecuado, no fumaban, bebían poco alcohol y hacían ejercicio regularmente tenían una mejor salud y vivieron más tiempo. Además, los psicólogos y otros científicos fueron descubriendo relaciones entre los procesos psicológicos y los fisiológicos. Estos descubrimientos incluyen una mejor comprensión de los efectos del estrés psicosocial en los sistemas cardiovascular e inmunológico y el hallazgo inicial de que el funcionamiento del sistema inmune podría ser alterado por el aprendizaje.
Si bien en la literatura generalmente se acepta que el surgimiento de la Psicología de la Salud se dio en los Estados Unidos, en raras ocasiones se habla de su surgimiento en América Latina. Algunos autores ubican el surgimiento de la Psicología de la Salud en Cuba, a finales de los años sesenta. Los autores vinculan el surgimiento de la disciplina con la entonces naciente atención primaria a la salud en 1968 y la posterior creación del Grupo Nacional de Psicología en 1969. Ante la necesidad de que la psicología como ciencia y disciplina se vinculara a los nacientes esfuerzos en pro de la salud de la población, los profesionales de la psicología se relacionaron con diversas especialidades médicas, más allá de la psiquiatría. Según sostienen los autores, desde esos años en Cuba se sentaron las bases para el desarrollo de la psicología de la salud en todos los niveles de atención y en casi todas las instituciones del sistema cubano de salud.
Los psicólogos han estado trabajando en los centros médicos durante muchos años (en el Reino Unido a veces el campo se denomina psicología médica). La psicología médica, sin embargo, es un campo relativamente pequeño, destinado principalmente a ayudar a los pacientes a adaptarse a la enfermedad. En 1969, William Schofield preparó un informe para la APA titulado El papel de la psicología en la Prestación de los Servicios de Salud. Si bien hubo excepciones, se encontró que la investigación psicológica con frecuencia considera la salud mental y la salud física como algo separado, y prestado muy poca atención al impacto de la psicología en la salud física. Uno de los pocos psicólogos que trabajan en esta área en este momento, es Schofield que propone nuevas formas de educación y formación de los futuros psicólogos. La APA, en respuesta a su propuesta, en 1973 estableció un grupo de trabajo para examinar cómo los psicólogos podrían: (a) ayudar a las personas a manejar sus comportamientos relacionados con la salud, (b) ayudar a los pacientes a controlar sus problemas de salud física.
Dirigido por Joseph Matarazzo, en 1977, APA añadió una división dedicada a la psicología de la salud. En la primera conferencia de la división, Matarazzo pronunció un discurso que jugó un papel importante en la definición de psicología de la salud. Se define el nuevo campo de esta manera, "Psicología de la salud es la suma de las contribuciones educativas, científicas y profesionales específicas de la disciplina de la psicología a la promoción, el mantenimiento de la salud, la prevención, el tratamiento de la enfermedad, la identificación de diagnóstico, la enfermedad y la disfunción relacionada, el análisis, mejora del sistema de salud y la formación de la política de salud. " En la década de 1980, se establecieron organizaciones similares en otros lugares. En 1986, el BPS estableció una División de Psicología de la Salud. La Sociedad Europea de Psicología de la Salud también se estableció en 1986. Las organizaciones similares se establecieron en otros países, como Australia y Japón. Las universidades comenzaron a desarrollar programas de formación de grado de doctorado en psicología de la salud. En los EE. UU., se establecieron programas de formación de psicología de la salud posdoctoral de nivel para los individuos que completaron el grado de doctor en psicología clínica.
Un número de tendencias relevantes coincidió con la aparición de la psicología de la salud, incluyendo:
- La evidencia epidemiológica comportamiento y la salud de enlace.[20]
- La adición de la ciencia del comportamiento en las escuelas de medicina, con cursos impartidos por psicólogos a menudo.[20]
- La formación de los profesionales de la salud en las habilidades de comunicación, con el objetivo de mejorar la satisfacción del paciente y la adherencia al tratamiento médico.[20]
- Un incremento de intervenciones basadas en la teoría psicológica (por ejemplo, modificación de la conducta).[20]
- Una mayor comprensión de la interacción entre los factores psicológicos y fisiológicos que conducen a la aparición de la psicofisiología y la psiconeuroinmunología (PNI).[20]
- El dominio de la salud habiéndose convertido en un objetivo de la investigación por los psicólogos sociales interesados en probar los modelos teóricos que unen las creencias, actitudes y comportamiento.[20]
- La aparición del SIDA / VIH y el aumento de los fondos para la investigación del comportamiento de la epidemia que provocó.

En el Reino Unido, la reconsideración del papel de la Sección Médica del BPS llevó a la aparición de la psicología de la salud como un campo distinto. Marie Johnston y John Weinman argumentaron en una carta al Boletín de BPS que había una gran necesidad de una Sección de Psicología de la Salud. En diciembre de 1986 la sección se estableció en la Conferencia BPS Londres, con Marie Johnston como presidente. En la Conferencia de BPS anual en 1993 se organizó una revisión de "Tendencias actuales en Psicología de la Salud", y una definición de psicología de la salud como "El estudio de los procesos psicológicos y de comportamiento en materia de salud, la enfermedad y la salud". La Sección de Psicología de la Salud se convirtió en un Grupo Especial en 1993 y fue galardonado en el Reino Unido en 1997. El BPS pasó a regular la formación y la práctica en psicología de la salud hasta la regulación de las normas profesionales y las calificaciones fueron asumidas por el registro legal con el Consejo de Profesionales de la Salud en 2010.

## Objetivos

### Entender los factores contextuales y de comportamiento
Los psicólogos de la salud llevan a cabo investigaciones para identificar comportamientos y experiencias que promuevan la salud, dar lugar a la enfermedad e influir en la eficacia de la atención de la salud. También recomiendan formas de mejorar la política de atención de la salud. Los psicólogos de la salud han trabajado en el desarrollo de formas de reducir el consumo de tabaco y mejorar la nutrición diaria con el fin de promover la salud y prevenir la enfermedad. También han estudiado la asociación entre la enfermedad y las características individuales. Por ejemplo, psicología de la salud ha encontrado una relación entre las características de personalidad de búsqueda de la emoción, la impulsividad, la hostilidad / ira, la inestabilidad emocional y la depresión, por un lado, y la conducción de alto riesgo, por el otro.
La Psicología de la salud también tiene que ver con factores contextuales, entre ellos, factores económicos, culturales comunitarios, sociales y de estilo de vida que influyen en la salud. El modelo biopsicosocial puede ayudar a la comprensión de la relación entre los factores contextuales y la biología que afecta a la salud. Algunas investigaciones sugieren que la publicidad seductora también contribuye a la dependencia psicológica del tabaco, aunque otras investigaciones han encontrado ninguna relación entre la exposición a los medios y el tabaquismo en la juventud. La investigación OHP indica que las personas en puestos de trabajo que combinan poco poder de decisión con un alto carga de trabajo psicológico se encuentran en mayor riesgo de enfermedad cardiovasculares. Otra investigación OHP revela una relación entre el desempleo y las elevaciones de la presión arterial. La investigación epidemiológica documenta una relación entre la clase social y la enfermedad cardiovascular.
Los psicólogos de la salud también tienen como objetivo cambiar los comportamientos de salud con el doble propósito de ayudar a las personas a mantenerse saludables y ayudar a los pacientes que se adhieran a los regímenes de tratamiento de la enfermedad. Los psicólogos de la salud utilizan la terapia de comportamiento cognitivo.

### Prevención de enfermedades
Los psicólogos de la salud promueven la salud a través de un cambio de comportamiento, como se ha mencionado anteriormente; sin embargo, en su intento de prevenir las enfermedades de otras maneras también los psicólogos de la salud tratan de ayudar a las personas a llevar una vida saludable mediante el desarrollo y programas que pueden ayudar a la gente a hacer cambios en su vida, como dejar de fumar, reducir la cantidad de alcohol que consumen, comer más sanamente y hacer ejercicio con regularidad en funcionamiento. Hay campañas diseñadas por la psicología de la salud se han centrado en el uso del tabaco. El tabaco proporciona a los individuos una forma de controlar los estados emocionales adversos que acompañan a las experiencias cotidianas de estrés que caracterizan la vida de las personas desfavorecidas y vulnerables. Los médicos hacen hincapié en la educación y la comunicación efectiva como parte de la prevención de la enfermedad debido a que muchas personas no reconocen, o reducir al mínimo el riesgo de enfermedad presente en sus vidas. Por otra parte, muchas personas son a menudo incapaces de aplicar su conocimiento de las prácticas de salud debido a las presiones de la vida cotidiana y el estrés.
Los psicólogos de la salud ayudan a promover la salud y el bienestar mediante la prevención de la enfermedad. Algunas enfermedades pueden ser tratadas si se detectan a tiempo de manera más eficaz. Psicólogos de la salud han trabajado para entender por qué algunas personas no buscan los primeros pases o de vacunas, y han utilizado ese conocimiento para desarrollar maneras de animar a la gente a tener controles de salud temprana de enfermedades como el cáncer y enfermedades del corazón. Los psicólogos de la salud también están encontrando formas de ayudar a las personas a evitar conductas de riesgo (por ejemplo, relaciones sexuales sin protección) y alentar conductas que promuevan la salud (por ejemplo, cepillado de los dientes o lavarse las manos).
La psicología de la salud también tienen como objetivo educar a los profesionales de la salud, incluidos los médicos y enfermeras, en la comunicación efectiva con los pacientes de manera que superan las barreras a la comprensión, recordar y ejecución de estrategias efectivas para reducir la exposición a factores de riesgo y hacer cambios de comportamiento que mejoran la salud. También hay evidencia de que las intervenciones OHP para reducir el estrés en el lugar de trabajo pueden ser eficaces. Por ejemplo, Kompier y sus colegas han demostrado que una serie de intervenciones dirigidas a reducir el estrés en los conductores de autobús ha tenido efectos beneficiosos para los empleados y compañías de autobuses.

### Los efectos de la enfermedad
Los psicólogos de la salud investigan cómo afecta el bienestar psicológico de los individuos. Un individuo que adquiere una enfermedad o lesión se enfrenta a muchos factores estresantes diferentes prácticas. Estos factores de estrés incluyen problemas para cumplir con las facturas médicas y otras, problemas para obtener el cuidado apropiado cuando a casa desde el hospital, los obstáculos para el cuidado de personas dependientes, la experiencia de tener el propio sentido de la autosuficiencia en peligro, ganando una identidad nueva y no deseada como la de una persona enferma. Estos factores de estrés pueden conducir a la depresión, disminución de la autoestima, etc.
La psicología de la salud también se ocupa de mejorar la vida de las personas con enfermedades terminales. Cuando hay poca esperanza de recuperación, terapeutas de la salud pueden mejorar la calidad de vida del paciente, ayudando al paciente a recuperar al menos parte de su bienestar psicológico. Los psicólogos de la salud también tienen que ver con la prestación de servicios terapéuticos para los afligidos.

### Análisis crítico de las políticas de salud
Los psicólogos de la salud exploran cómo la política puede influir en la salud las desigualdades y la injusticia social. Estas vías de investigación amplían el alcance de la psicología de la salud más allá del nivel de la salud individual a un examen de los factores sociales y económicos de la salud, tanto dentro como entre las regiones y naciones. El individualismo de la corriente principal de la psicología de la salud ha sido criticado y destruido por psicólogos de la salud más importantes usando métodos cualitativos que concentrarse en la experiencia de la salud.

### Investigaciones
Al igual que los psicólogos en las otras disciplinas principales de la psicología, psicólogos de la salud tienen un conocimiento avanzado de los métodos de investigación.Los psicólogos de la salud aplican este conocimiento para llevar a cabo investigaciones sobre una variedad de preguntas. Por ejemplo, psicólogos de la salud llevan a cabo investigaciones para responder a preguntas como:
- ¿Qué influye en la alimentación saludable?
- ¿Cómo está el estrés ligado a la enfermedad cardíaca?
- ¿Cuáles son los efectos emocionales de las pruebas genéticas?
- ¿Cómo podemos cambiar el comportamiento de salud de las personas a mejorar su salud

### Enseñar y comunicar
Los psicólogos de la salud también pueden ser responsables de la formación de otros profesionales de la salud sobre la manera de realizar intervenciones para ayudar a promover una alimentación saludable, dejar de fumar, pérdida de peso, etc. psicólogos de la salud también capacitan a otros profesionales de la salud en las habilidades de comunicación, tales como la forma de romper las malas noticias o el comportamiento de cambiar con el fin de mejorar la adherencia al tratamiento

## Aplicaciones

### Importancia de la comunicaciòn médico- paciente
Los psicólogos de la salud ayudan en el proceso de comunicación entre los médicos y los pacientes durante las consultas médicas. Hay muchos problemas en este proceso, con los pacientes que muestran una considerable falta de comprensión de muchos términos médicos, en particular los términos anatómicos (por ejemplo, los intestinos). Un área de investigación sobre este tema implica "médico centrado" o "el paciente centrados" en las consultas. Las consultas de médicos centrados generalmente directiva, con el paciente respondiendo a las preguntas y jugando un papel menos importante en la toma de decisiones. Aunque este estilo es el preferido por las personas mayores y otros, muchas personas no les gusta el sentido de la jerarquía o la ignorancia. Prefieren consultas centradas en el paciente, que se centran en las necesidades del paciente, el médico tiene que escuchar al paciente por completo antes de tomar una decisión, y con la participación del paciente en el proceso de elección de tratamiento y de diagnóstico.

### Adherencia al tratamiento
Los psicólogos de la salud participan en la investigación y la práctica encaminada a lograr que la gente siga los regímenes de tratamiento. Los pacientes a menudo olvidan tomar sus píldoras u optar por no tomar sus medicamentos recetados debido a los efectos secundarios. No tomar la medicación prescrita es costoso. Las tasas de cumplimiento estimados son difíciles de medir; sin embargo hay, la evidencia de que la adhesión podría mejorarse mediante la adaptación de los programas de tratamiento para la vida cotidiana de los individuos.

#### Medidas para medir la adherencia
Los psicólogos de la salud han identificado un número de maneras de medir la adherencia de los pacientes a los regímenes médicos:
- Contar el número de píldoras en el frasco de medicina.
- El uso de autoinformes.
- El uso de botellas "Trackcap", que realizan un seguimiento del número de veces que se abre la botella.[43]

### Manejo del dolor
Psicología de la salud intenta encontrar tratamientos para reducir o eliminar el dolor, así como entender anomalías del dolor tales como analgesia episódica, causalgia, neuralgia, y dolor del miembro fantasma. Aunque la tarea de medir y describir el dolor ha sido problemática, el desarrollo del dolor de McGill Cuestionario ha ayudado a hacer progresos en esta área. Los tratamientos para el dolor incluyen analgesia administrada, la acupuntura (que se encuentra para ser eficaz en la reducción del dolor de la osteoartritis de la rodilla,) el biofeedback, terapia de comportamiento cognitivo y la bio-retroalimentación.

### El rol del Psicólogo de la salud
A continuación se presentan algunos ejemplos de los tipos de posiciones mantenidas por psicólogos de la salud dentro de los ajustes aplicados tales como NHS del Reino Unido y la práctica privada.
- Psicólogo como Consultor de la salud: Trabaja en la psicología de la salud dentro de la salud pública, incluyendo la gestión de los servicios de control del tabaco y para dejar de fumar y proporcionar un liderazgo profesional en la gestión de los entrenadores de salud.[39]
- Principal psicólogo de la salud: Un psicólogo principal de salud podría ser, por ejemplo, llevar el servicio de psicología de la salud dentro de uno de los principales hospitales de corazón y pulmón en el Reino Unido, proporcionando un servicio clínico a los pacientes y asesorar a todos los miembros del equipo multidisciplinario.[39]
- Psicólogo de la salud: Un ejemplo del papel de un psicólogo de la salud sería proporcionar entrada de psicología de la salud a un centro de control de peso. La evaluación psicológica del tratamiento, el desarrollo y ejecución de un programa de control de peso a medida, y el asesoramiento sobre los enfoques para mejorar la adherencia a los consejos de salud y el tratamiento médico.[39]
- Psicólogo de investigación: Los psicólogos de la salud de investigación llevan a cabo la investigación en psicología de la salud, por ejemplo, para analizar el impacto psicológico de recibir un diagnóstico de demencia, o la evaluación de formas de proporcionar apoyo psicológico a las personas con lesiones por quemaduras. La investigación también puede estar en el área de promoción de la salud, por ejemplo, la investigación de los factores determinantes de la alimentación saludable o la actividad física o entender por qué las personas abusan de sustancias.[39]
- Psicólogo de la salud en la formación / asistente del psicólogo de la salud: Como asistente en el entrenamiento, un psicólogo de la salud va a ganar experiencia evaluación de los pacientes, la entrega de las intervenciones psicológicas para cambiar los comportamientos de salud, y la realización de la investigación, mientras que siendo supervisado por un psicólogo calificado de la salud.[39]

## Formación para un psicólogo de la salud
En el Reino Unido, psicólogos de la salud están registrados por el Consejo de Profesiones de la Salud (HPC) y han entrenado a un nivel para ser elegible para la totalidad de los miembros de la División de Psicología de la Salud en el BPS. Los psicólogos de la salud registrados en el BPS se han llevado a cabo un mínimo de seis años de formación y se han especializado en psicología de la salud durante un mínimo de tres años. Los psicólogos de la salud en formación deberán haber completado la etapa de BPS 1 entrenamiento y estar registrados en la ruta 2 formación BPS escenario o con un programa de psicología de la salud de doctorado universidad acreditada-BPS. Una vez calificados, psicólogos de la salud pueden trabajar en una variedad de configuraciones, por ejemplo, el NHS, universidades, escuelas, asistencia sanitaria privada y organizaciones de investigación y de caridad. Un psicólogo de la salud en el entrenamiento podría estar trabajando dentro de los ajustes aplicados en el trabajo. De igual forma, un psicólogo de la salud se han demostrado las competencias en todas las áreas siguientes:
- Habilidades profesionales (incluyendo la aplicación de las normas éticas y legales, comunicación y trabajo en equipo).
- Habilidades de investigación (incluyendo el diseño, realización y análisis de la investigación psicológica en numerosas áreas).
- Habilidades de consultoría (incluyendo la planificación y evaluación).
- Habilidades de enseñanza y formación (incluyendo el conocimiento del diseño, la realización y la evaluación de programa de entrenamiento de pequeña y gran escala).
- Habilidades de intervención (incluida la entrega y evaluación de las intervenciones de cambio de comportamiento).[39]

Todos los psicólogos de la salud calificados también deben participar y grabar su desarrollo profesional continuo (DPC) para la psicología de cada año durante toda su carrera.